# Jonathan Frakes
Jonathan Frakes, född 19 augusti 1952 i Bellefonte i Pennsylvania, är en amerikansk skådespelare och regissör. Bland rollerna märks kommendörkapten William Riker i TV-serien Star Trek: The Next Generation.

## Filmografi (urval)

### Filmer
| År   | Titel                    | Roll                               | Info |
| ---- | ------------------------ | ---------------------------------- | --- |
| 1994 | Camp Nowhere             | Bob Spiegel                        | |
| 1994 | Star Trek Generations    | Commander William T. Riker         | |
| 1996 | Star Trek: First Contact | Commander William T. Riker         | Nominated-Blockbuster Entertainment Award for Best Supporting Actor Nominated-Saturn Award for Best Director |
| 1998 | Star Trek: Insurrection  | Commander William T. Riker         | |
| 2002 | Star Trek: Nemesis       | Captain/Commander William T. Riker | |
| 2002 | Clockstoppers            | Vaktmästare                        | uncredited                                                                                                   |
| 2004 | Thunderbirds             | Polisman                           | uncredited                                                                                                   |
| 2011 | The Captains             | Himself/Commander William T. Riker | |

### TV-serier
| År        | Titel                                        | Roll                                                      | Info                                                  |
| --------- | -------------------------------------------- | --------------------------------------------------------- | ----------------------------------------------------- |
| 1978      | Fantasy Island                               | Kirk Wendover                                             | Avsnitt: "The War Games/Queen of the Boston Bruisers" |
| 1979      | The Waltons                                  | Ashley Longworth Jr.                                      | Avsnitt: "The Lost Sheep" och "The Legacy"            |
| 1979      | Eight Is Enough                              | Chapper                                                   | Avsnitt: "Separate Ways"                              |
| 1980      | Beulah Land                                  | Adam Davis                                                |                                                       |
| 1981      | The Dukes of Hazzard                         | Jamie Lee Hogg                                            | Avsnitt: "Mrs. Daisy Hogg"                            |
| 1981      | Harper Valley                                | Clutch Breath                                             | Avsnitt: "Low Noon"                                   |
| 1982      | Hill Street Blues                            | Knarklangare                                              | Avsnitt: "Of Mouse and Man"                           |
| 1982      | Quincy, M.E.                                 | Leon Bohannon                                             | Avsnitt: "The Face of Fear"                           |
| 1982      | Quincy, M.E.                                 | Kirurg                                                    | Avsnitt: "Ghost of a Chance"                          |
| 1982      | Voyagers!                                    | Charles Lindbergh                                         | Avsnitt: "An Arrow Pointing East"                     |
| 1983      | Bare Essence                                 | Marcus Marshall                                           | Flera avsnitt                                         |
| 1984      | Highway to Heaven                            | Arthur Krock, Jr.                                         | Avsnitt: "A Devine Madness"                           |
| 1984      | Five Mile Creek                              | Adam Scott                                                | Avsnitt: "Gold Fever"                                 |
| 1984      | The Fall Guy                                 | Connors                                                   | Avsnitt: "Always Say Always"                          |
| 1985      | The New Twilight Zone                        | Single Guy                                                | Avsnitt: "But Can She Type?"                          |
| 1985      | The White Shadow                             | uncredited as Basketball Player                           | Avsnitt: "One of the Boys"                            |
| 1985      | Nord och Syd                                 | Stanley Hazard                                            |                                                       |
| 1986      | Matlock                                      | D.A. Park                                                 | Avsnitt: "The Angel"                                  |
| 1987–1994 | Star Trek: The Next Generation               | Commander William T. Riker/Lt. Thomas Riker               |                                                       |
| 1994      | Wings                                        | Gavin Rutledge                                            | Avsnitt: "All's Fare"                                 |
| 1994      | Star Trek: Deep Space Nine                   | Lt. Thomas Riker                                          | Avsnitt: "Defiant"                                    |
| 1994–1996 | Gargoyles                                    | David Xanatos, Coyote (voice)                             |                                                       |
| 1995      | Lois & Clark: The New Adventures of Superman | Tim Lake                                                  | Avsnitt: "Don't Tug on Superman's Cape"               |
| 1995      | Cybill                                       |                                                           | Avsnitt: "Starting on the Wrong Foot"                 |
| 1996      | Star Trek: Voyager                           | Commander William T. Riker                                | Avsnitt: "Death Wish"                                 |
| 1998–2002 | Beyond Belief: Fact or Fiction?              | Himself (presenter)                                       | 45 Avsnitt                                            |
| 1999      | Roswell                                      | Himself                                                   | Avsnitt: "Pilot"                                      |
| 2000      | 3rd Rock from the Sun                        | Larry McMichael                                           | Avsnitt: "Gwen, Larry, Dick and Mary"                 |
| 2000      | Ghosts: Caught on Tape                       | Himself (narrator)                                        |                                                       |
| 2002      | Futurama                                     | Himself (voice)                                           | Avsnitt: "Where No Fan Has Gone Before"               |
| 2005      | Star Trek: Enterprise                        | Commander William T. Riker                                | Avsnitt: "These Are the Voyages..."                   |
| 2005      | Family Guy                                   | Commander William T. Riker (voice)                        | Avsnitt: "Peter's Got Woods"                          |
| 2009      | Family Guy                                   | Himself (voice)                                           | Avsnitt: "Not All Dogs Go to Heaven"                  |
| 2009      | Leverage                                     | uncredited as patient in neck brace in season one episode | Avsnitt: "The Snow Job"                               |
| 2010      | Criminal Minds                               | Dr. Arthur Malcolm                                        | Avsnitt: "The Uncanny Valley"                         |
| 2010      | NCIS: Los Angeles                            | Navy Commander Dr. Stanfill                               | Avsnitt: "Disorder"                                   |
| 2011      | The Super Hero Squad Show                    | The Devil Dinosaur You Say!                               | Episode: "High Evolutionary" (voice only)             |
| 2013      | Adventure Time                               | Adult Finn                                                | Avsnitt: "Puhoy" och "Dungeon Train"                  |

## Filmografi som regissör

### Filmer
- Star Trek: Klingon (1996) – interaktiv film
- Star Trek: First Contact (1996)
- Star Trek: Insurrection (1998)
- Clockstoppers (2002)
- Thunderbirds (2004)
- The Librarian: Return to King Solomon's Mines (2006)
- The Librarian: Curse of the Judas Chalice (2008)

### TV-serier
- Star Trek: The Next Generation
- Star Trek: Deep Space Nine
- Star Trek: Voyager
- Diagnosis Murder
- Roswell
- Masters of Science Fiction
- Leverage
- Dollhouse
- Castle
- NCIS: Los Angeles
- V
- Persons Unknown
- The Good Guys
- The Glades
- Burn Notice
- Bar Karma
- Falling Skies
- King & Maxwell
- Agents of S.H.I.E.L.D.
- Switched at Birth